# ジョヴァンニ・マリア・ボノンチーニ
ジョバンニ・マリア・ボノンチーニ（Giovanni Maria Bononcini、1642年9月23日 - 1678年11月18日）は、イタリア、モデナ出身の作曲家。ヴァイオリニスト。息子は作曲家のジョヴァンニ・バッティスタ・ボノンチーニとアントニオ・マリア・ボノンチーニ。

## 生涯
モデナ近郊のモンテコローネで生まれ、マルコ・ウッチェリーニに師事した。ボローニャのモンテ·サン·ジョヴァンニ教会とサン・ペトロニオ教会で指揮を行い、アカデミア・フィラルモニカ・ディ・ボローニャの会員となった。
1671年より、モデナのフランチェスコ2世・デステの宮廷にヴァイオリニストとして仕えた。1673年、モデナの大聖堂の楽長に就任し、1678年に没するまでその職にあった。
彼の作品は主に器楽曲が多く、教会ソナタ、室内ソナタを作曲し、対位法の教科書も出版している。